# Schallmesstechnik (Militär)
Die Schallmesstechnik ist ein seit dem Ersten Weltkrieg entwickeltes Verfahren zur Ortung von Artilleriegeschützen durch Messung der Laufzeitdifferenzen des Schalls zwischen mehreren Mikrofon-Messstellen.
Das heutige Messsystem ist auf einer Messbasis-Breite von etwa 10 km aufgebaut, wobei die durch Mikrofone aufgefangenen Schallereignisse an eine zentrale Auswertung übertragen werden, wo sie mit einem Speicheroszilloskop festgehalten werden, das einem EKG-Gerät ähnelt.
Die Messung der Zeitdifferenzen führt zur Lokalisation des Schallereignisses. Die Reichweite der Schallmessung beträgt (wetterabhängig) bis zu 20 km. Das Verfahren der Schallmessung ist ein wesentliches Aufklärungsmittel für den „Allgemeinen Feuerkampf“, d. h. die Bekämpfung der gegnerischen Artillerie im Gefecht.
Dieses Lokalisationverfahren (unrichtig Ortungsverfahren genannt) stellt ein passives Aufklärungsmittel dar, das gegenüber der zumeist eingesetzten aktiven Aufklärung den Vorteil aufweist, nicht-emissiv und somit vom Gegner nicht fernaufklärbar zu sein, da kein eigenes Signal, wie beim aktiven Radar-System, ausgesendet wird. Die Eintreffzeiten und insbesondere deren Differenz zueinander, verbunden mit genauer Vermessung des eigenen Standortes, erlauben aus den Messgrößen der Schallgeschwindigkeit bei gemessener Temperatur und Luftdruck zum Messzeitpunkt sowohl die exakte Entfernungsmessung (Echoortung) als auch die Richtungsdetektion und daraus abgeleitet den Ursprungsort der Zielgröße.
Dieses System verwenden u. a. in modernisierter Form die Bundeswehr und die niederländische Armee.
Dabei kommt ein in einer Aufklärungsbatterie integrierter Schallmesszug zum Einsatz. Dieser besteht aus zwei Schallmessvorwarntrupps mit je zwei Wolf-Geländefahrzeugen.
Diese Vorwarntrupps lösen sechs hinterliegende Mikrofone aus, die in einigen Kilometern Entfernung aufgebaut sind (6 Messkabinen Daimler-Benz Unimog 404, später Unimog 435). Die so aufgefangenen Signale werden per Funk an eine Auswertekabine (Mercedes-Benz NG oder MAN 630) gesendet und dort ausgewertet.
Das System kann bis auf einen Meter genau die Position eines Knalls (Geschütz usw.) orten.
Die Schallmesstechnik wird in neuerer Zeit auch durch die Infanterie bei fahrzeuggestützten Patrouillen eingesetzt, um im bedecktem, zerklüfteten Gelände die Stellung von Schützen im Hinterhalt zu bestimmen. Dafür sind auf mindestens zwei Fahrzeugen Rundummikrofone installiert.

## Bundeswehr
Im Heer der Bundeswehr wird die Schallmessanlage 064 PC NDV als passives Zielortungssystem der Artillerietruppe genutzt. Es hat eine Aufklärungstiefe bis maximal 18 Kilometer. Das Nutzungsdauerende ist für 2023 geplant [veraltet]. Als Nachfolger soll das System passiver Ortungsbetrieb (SPOB) eingeführt werden, das auf ein marktverfügbares Produkt zurückgreift. SPOB wird zur Überwachung und Zielortung gegnerischer Rohr- und Raketenartillerie sowie Mörsersystemen eingesetzt werden. Es ist allwetterfähig und sichtlinienunabhängig. Die Aufklärungsergebnisse werden über das Führungs- und Waffeneinsatzsystem der Artillerietruppe ADLER zur Verfügung gestellt.